# Болеро
Вижте пояснителната страница за други значения на Болеро.
„Болеро“ е оркестрално произведение на Морис Равел, написано в до мажор и състоящо се от една част. Първоначално е замислено като музика за балетна постановка, поръчана от руската актриса и танцьорка Ида Рубинщайн, близка на композитора. Най-популярното произведение на Равел.

## Балетни постановки
Премиерата на балета е на 20 ноември 1928 г. в Гранд-Опера, Париж. Балемайстор е Бронислава Нижинска, художник – Александър Бенуа, диригент – самият Равел, в главната роля – Ида Рубинщайн. Публиката я приема с овации, викове и тропане с крака. Когато Равел разбира, че една жена е чута да вика „Лудост! Лудост!“, възкликва: „Тази жена... разбра!“
Сред най-известните постановки са тези на Михаил Фокин (1935 г.) и Серж Лифар (1941 г.) в Парижката опера, и на Морис Бежар (1961 г.) в „Балета на ХХ век“ в Брюксел.
„Болеро“ въплъщава главната грижа за промяна на стила на Равел, както и преоткриването на нови танцови движения. Това е една от последните творби, които композиторът съставя преди да се пенсионира.
Самият Равел е критичен към произведението си: 
| „ | Моят шедьовър ли? Ама, разбира се, не „Болеро“! В него няма музика... | “ |

## История на създаването
През януари 1928 г., преди да замине на турне в Северна Америка, Равел обещава на близката си Ида Рубинщайн да напише балетна музика по испански мотиви. Първоначалната идея е да създаде оркестровка за сюитата „Иберия“ на Исак Албенис. След като се връща от Америка, Равел разбира, че оркестровката е дадена на испанския диригент Енрике Арбос. Така той започва да работи върху оригинално произведение – експериментална композиция от повтаряща се мелодия, която се разраства с постепенното добавяне на инструменти. Произведението е написано между юли и ноември 1928 г.
В интервю за „Дейли Телеграф“, Равел казва: „Особено важно е това произведение да не се разбере погрешно. То е експеримент в една особена и ограничена посока и не трябва да се счита, че се опитва да постигне повече от това, което всъщност постига.“

## Музика
„Болеро“ е написано за голям оркестър, състоящ се от:
- дървени духови инструменти: пиколо, 2 флейти, 2 обоя, английски рог, 2 кларинета, бас кларинет, 3 саксофона, 2 фагота и контрафагот
- медни духови инструменти: 4 валдхорни, 4 тромпета, 3 тромбона, туба
- перкусионни инструменти: 3 тимпана, 2 малки барабана и бомбо, чинел, гонг
- челеста и арфа
- струнни

Творбата е с времетраене между 15 и 18 минути в зависимост от ускоряването на ритъма. Ритъмът се задава от малкия барабан, който изпълнява една и съща ритмична фигура от 24 удара 169 пъти, или общо 4056 удара. 